# Demnia (obwód tarnopolski)
Demnia – wieś na Ukrainie w rejonie tarnopolskim należącym do obwodu tarnopolskiego.
Do 2020 w rejonie brzeżańskim.